# Princess of Power
《Princess of Power》는 웨일스 출신의 가수 겸 송라이터 마리나의 여섯 번째 정규 앨범이다. 이 앨범은 2025년 6월 6일에 독립적으로 발매되었으며, BMG 라이트 매니지먼트를 통해 유통되었다. 마리나는 이번 앨범을 미국의 레코드 프로듀서 CJ 바란과 함께 작곡 및 공동 프로듀싱했으며, 이는 그녀가 2021년 다섯 번째 정규 앨범 《Ancient Dreams in a Modern Land》 이후 애틀랜틱 레코드를 떠난 뒤 처음으로 독립적으로 발매한 앨범이다. 이로써 《Mermaid vs Sailor》(2007), 《Froot Acoustic》(2015)에 이어 세 번째 셀프 릴리스 작품이 되었다.
앨범 발매에 앞서 〈Butterfly〉가 리드 싱글로 공개되었고, 이어 〈Cupid's Girl〉과 〈Cuntissimo〉가 차례로 발매되었다. 이 세 곡 모두 뮤직비디오와 함께 공개되었으며, 수록곡 〈I <3 You〉 또한 앨범과 동시에 뮤직비디오가 공개되었다. 앨범을 홍보하기 위해 마리나는 동명의 여섯 번째 콘서트 투어 Princess of Power를 개최할 예정이다.

## 개발 및 제작 과정

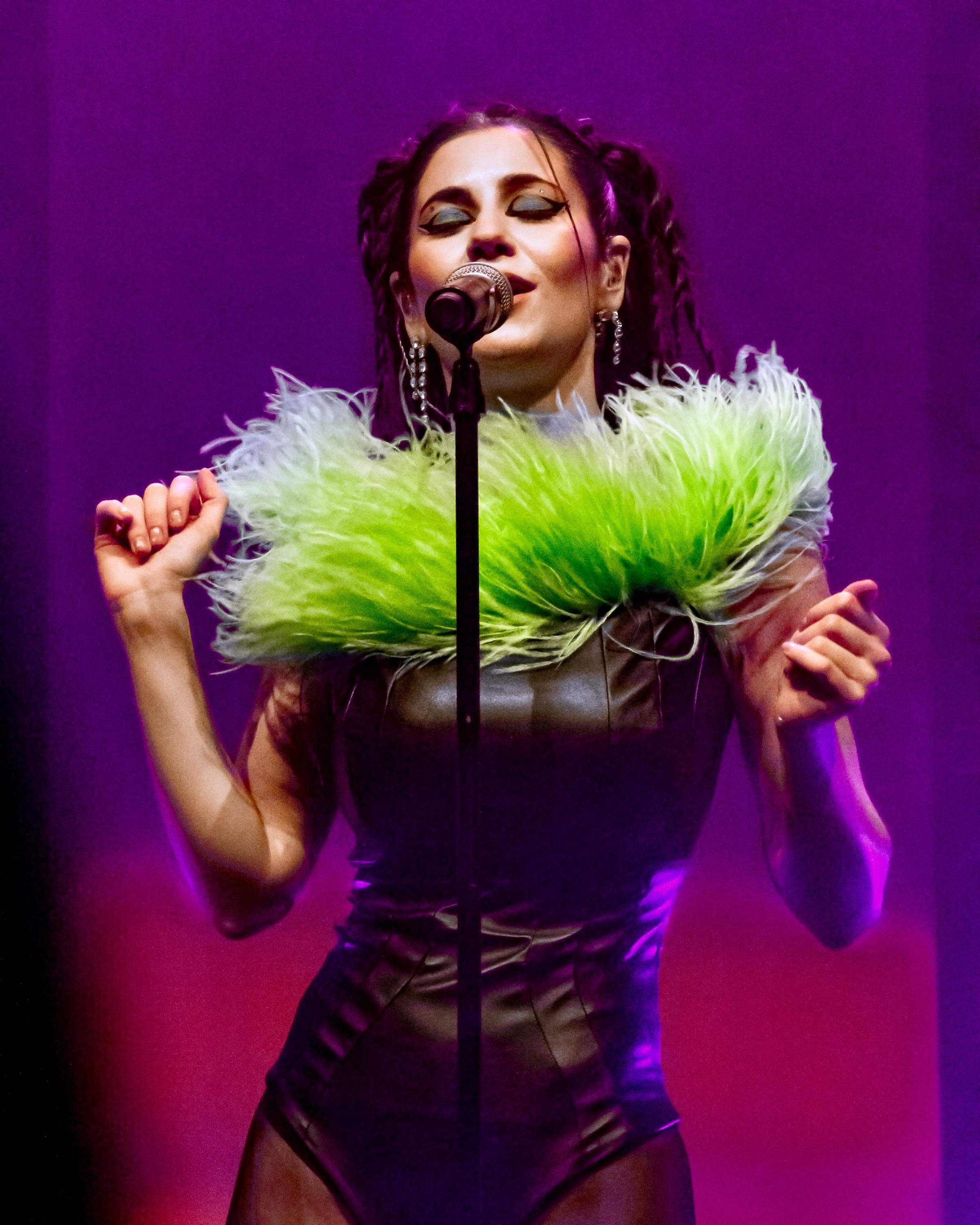
2022년 3월, 《Ancient Dreams in a Modern Land》 투어 중 공연하는 마리나.

2021년에 다섯 번째 정규 앨범 《Ancient Dreams in a Modern Land》를 발매한 뒤, 이 앨범은 비평가들로부터 대체로 긍정적인 평가를 받았으며, 이전 작품들과 비교되었다. 웨일스 출신의 싱어송라이터 마리나는 이와 동명의 투어를 다음 해인 2022년 2월 2일부터 시작한다고 발표했다. 투어를 진행하는 동안, 그녀는 두 번째 정규 앨범 《Electra Heart》(2012)의 확장판을 재발매하며 10주년을 기념했다.
런던의 O2 아카데미 브릭스턴에서 열린 공연 중, 마리나는 2022년 5월 22일부로 애틀랜틱 레코드와의 14년 계약을 종료할 것이라고 밝혔다. 같은 해 11월, 그녀는 X(구 트위터)를 통해 독립 레이블 퀴니 레코드(Queenie Records)와 관련된 서류에 서명하는 모습을 담은 사진을 업로드했다.
그다음 해에는 음악 작업과 관련된 소식이 전해지지 않았으나, 마리나는 자신의 건강과 관련된 근황을 전했다. 그녀는 근육통성 뇌척수염(ME) 진단을 받았다고 밝혔다. 마리나는 지난 7년 동안 “매일을 버티기 위해 아드레날린과 의지력에 의존해 왔다”고 설명했으며, 두 달간 회복하며 “지금은 에너지와 주의를 회복하는 것이 가장 중요하다”고 느꼈고, “다시 창작의 삶으로 돌아가고 싶다”고 전했다.
이후 마리나는 새 음악 작업에 착수했고, 그 결과 2024년에 시집 《Eat the World: A Collection of Poems》을 발표하겠다고 알렸다. 그녀는 2024년 4월 2일 《롤링 스톤》과의 인터뷰에서 여섯 번째 정규 앨범을 위해 “6개월째 곡을 쓰고 있다”고 말했으나, 아직은 작업이 많이 진전된 상태는 아니라고 밝혔다. 오스트레일리아 가수 카일리 미노그의 단독 공연에서 오프닝을 맡은 뒤, 마리나는 7월 15일 《애티튜드》와의 인터뷰에서 새 앨범이 내년에 발매될 예정이라고 공식 확인했다. 같은 달, 《버라이어티》는 마리나가 볼라라 매니지먼트(Volara Management)와 계약했다고 보도했다.

## 홍보 및 발매
다음 해, 마리나가 살아 있는 애벌레와 그를 돌보는 방법에 대한 지침이 담긴 선물 가방을 배포하기 시작했다는 보도가 나왔다. 이 "몰입형 캠페인"은 2025년 2월 21일 발표된 리드 싱글 〈Butterfly〉로 이어졌다.
"이제는 더 이상 마음을 꼭 감추려 하지 않는 마리나를 만나고 있어요. 그리고 그게 정말 해방감 있게 느껴졌어요. [...] 사랑에 대한 두려움 속으로 정말 깊이 뛰어들었거든요. 특히 과거에 상처를 받았던 사람에게는 용기가 필요한 일이에요. 스스로를 다시 프로그래밍하는 건 정말 어려운 일일 수 있는데, 저는 마침내 그걸 해낼 수 있었어요."
〈Cupid's Girl〉은 2025년 3월 21일 두 번째 싱글로 발표되었으며, 로건 라이스가 감독한 비주얼라이저와 함께 공개되었다. 이 신스팝 트랙은 엇갈린 평가를 받았으며, 《하버드 크림슨》은 이 곡이 "중독성이 있지만, 평평하게 느껴져" 그녀의 팬들이 "이전 곡들에서 제공된 감정적인 깊이를 좀 더 원하게 만든다"고 평가했다. 《앳우드 매거진》은 이 곡이 아티스트가 "사랑에 대해 유쾌하고 강력한 접근을 보여주며, 음악에서 흥미로운 새로운 시대의 시작을 알린다"고 언급했다.
마리나는 이후 세 번째 싱글 〈Cuntissimo〉를 예고하며 2024년 4월 10일에 발표했다. 이로 인해 여섯 번째 앨범 《Princess of Power》의 발표가 확정되었으며, 앨범은 2025년 6월 6일에 발매될 예정이다. 이 일렉트로팝 곡은 그 다음 날 올리비아 드 캠프가 감독한 뮤직 비디오와 함께 공개되었다. 《V》는 이 곡을 "여성 자율성을 옹호하는 캠피 발라드로, 빅토리아 시대의 선율이 더해진 곡"이라고 평가했다. 세 곡 모두 2025년 코첼라 음악 축제에서 같은 날 라이브로 공연되었다.

## 곡 목록
곡 정보는 음악 스트리밍 서비스 애플 뮤직을 기반으로 작성되었다.
| #   | 제목                        | 작사·작곡                       | 프로듀서       | 재생 시간 |
| --- | --------------------------- | ------------------------------- | -------------- | --------- |
| 1.  | 〈Princess of Power〉       |                                 |                |           |
| 2.  | 〈Butterfly〉               | 마리나 다이아먼디스             | CJ 바란 마리나 | 4:25      |
| 3.  | 〈Cuntissimo〉              | 다이아먼디스                    | CJ 바란 마리나 | 4:00      |
| 4.  | 〈Rollercoaster〉           |                                 |                |           |
| 5.  | 〈Cupid's Girl〉            | 다이아먼디스 크리스토퍼 존 바란 | CJ 바란 마리나 | 3:28      |
| 6.  | 〈Metallic Stallion〉       |                                 |                |           |
| 7.  | 〈Je ne sais quoi〉         |                                 |                |           |
| 8.  | 〈Digital Fantasy〉         |                                 |                |           |
| 9.  | 〈Everybody Knows I'm Sad〉 |                                 |                |           |
| 10. | 〈Hello Kitty〉             |                                 |                |           |
| 11. | 〈I <3 You〉                |                                 |                |           |
| 12. | 〈Adult Girl〉              |                                 |                |           |
| 13. | 〈Final Boss〉              |                                 |                |           |

## 발매 역사
| 지역 | 날짜           | 포맷                               | 에디션   | 레이블   | 각주   |
| ---- | -------------- | ---------------------------------- | -------- | -------- | ------ |
| 다양 | 2025년 6월 6일 | CD 디지털 다운로드 스트리밍 바이닐 | 스탠다드 | 퀴니 BMG | [ 22 ] |